# Joanna Diepenbrock
Joanna Luitgardis Huberta Maria Diepenbrock (Amsterdam, 10 augustus 1905 – Laren, 7 juni 1966) was een Nederlands zangeres.
Ze werd geboren binnen het gezin van musicus Alphons Diepenbrock en Wilhelmina Elisabeth Petronella Cornelia Jong van Beek en Donk. Joanna bleef ongehuwd. Zij had vanaf het eind van de jaren dertig tot aan haar dood een relatie met de journalist en dichter Jan Engelman. Zij kregen één zoon, genaamd Florian. Ze overleed na een langdurig ziekbed in ziekenhuis Hoog-Laren aan de ziekte van Kahler en werd begraven op de Begraafplaats Buitenveldert.
Ze studeerde klassieke talen aan de Universiteit van Amsterdam en werd er doctorandus. Ze voelde ze zich meer aangetrokken tot de muziek en nam lessen bij Berthe Seroen en Pierre Bernac. Ze trad op als zangeres, daarbij ook wel begeleid door haar zuster Thea Diepenbrock. Ze trad ook als declamatrice op in werken van haar vader (Elektra en De vogels), Bertus van Lier (De dijk), Henk Badings (De westenwind), Hendrik Andriessen (De ballade van de merel en Philomela) en Wouter Paap (De drukker). Ze zou vanaf 1958 tot aan haar ziekte hoofdlerares declamatie zijn aan het Amsterdams Conservatorium. Ze was enige tijd verbonden aan Donemus.
- Nederlandse Thesaurus van Auteursnamen: 180687190
- Virtual International Authority File: 286812065